# Oberwald VS
| VS ist das Kürzel für den Kanton Wallis in der Schweiz. Es wird verwendet, um Verwechslungen mit anderen Einträgen des Namens Oberwald zu vermeiden. |

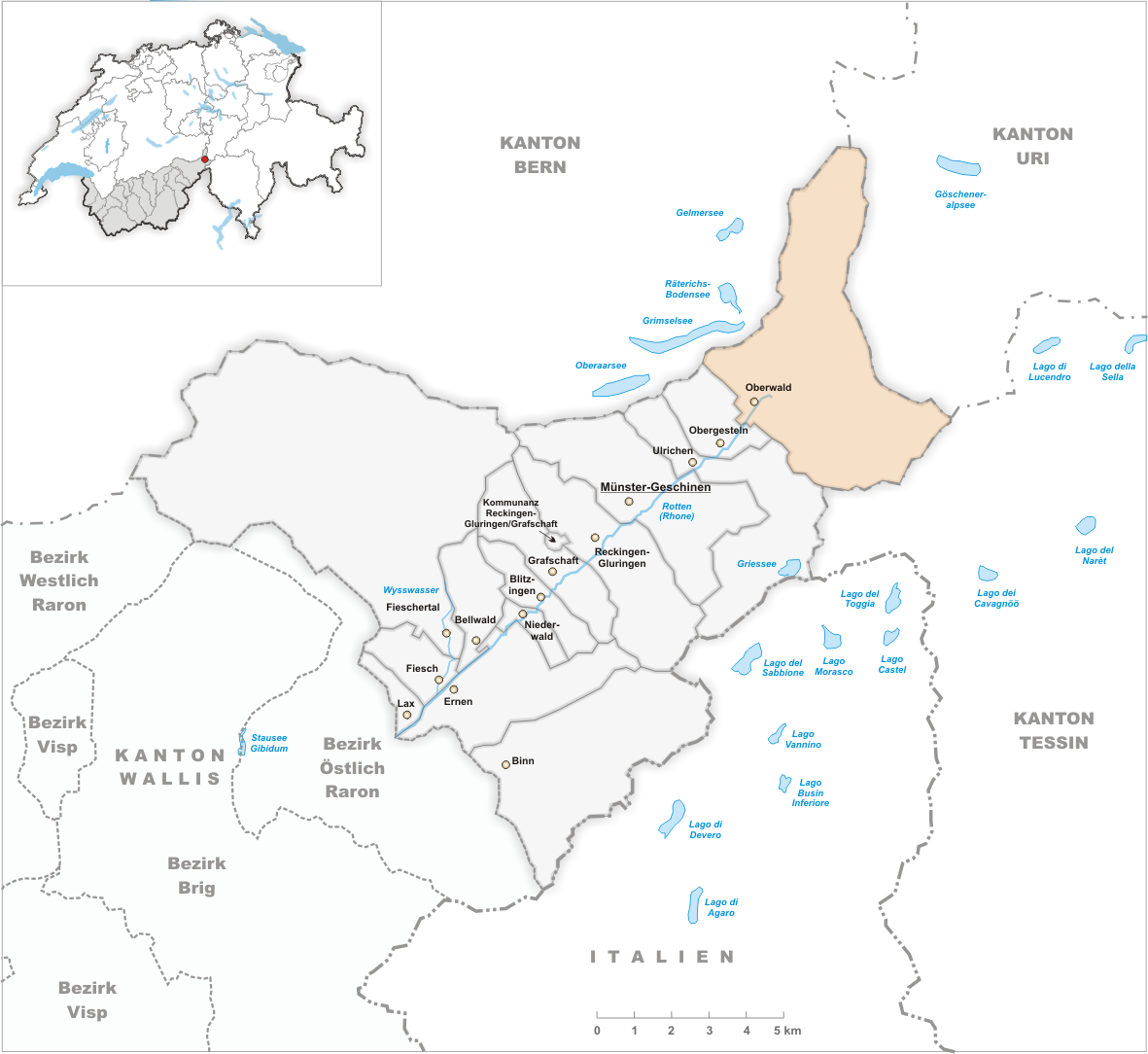
Gemeindestand vor der Fusion am 31. Dezember 2008

Oberwald (walliserdeutsch [ˈobərˌβɑːlt] oder [ˈɔbərˌʋɑːld]) ist eine Ortschaft in der Walliser Munizipalgemeinde Obergoms sowie eine Pfarrgemeinde im Dekanat Ernen.

## Geographie
Oberwald ist das erste Dorf am Anfang des Goms. Es liegt am Fusse der Alpenpässe Furkapass und Grimsel. Auf dem Gebiet der einstigen Munizipalgemeinde Oberwald liegen auch der nicht ganzjährig bewohnte Weiler Gletsch sowie der Rhonegletscher.
Oberwald ist Ausgangspunkt für die etwa 100 Kilometer Langlaufloipen der Loipe Goms. Der Bahnhof Oberwald dient als Ausgangspunkt des Autoverlads durch den Furkatunnel und von Postautolinien. Die Bewohner von Oberwald leben vor allem vom Tourismus und von der Landwirtschaft.

## Geschichte
Erste urkundliche Erwähnungen des Ortes sind de Superiore Valde (1386), de Superiori Waldt (1402) und Oberwaldt (1419). Früher wurde Oberwald auch nur Wald genannt.
Zusammen mit den Nachbarorten Unterwassern und Obergesteln bildeten sich hier im Spätmittelalter gemeinsame Bauernzünfte, die das oberste Viertel des Goms konstituierten. Alle drei Ortschaften wurden im Jahr 1419 von den Bernern im Rarner Krieg in Schutt und Asche gelegt. Die Talschaft besass ab 1405 bis zur Französischen Revolution und der darauf folgenden Helvetischen Republik ein Freigericht. Das Freigericht verfügte über die hohe und niedere Gerichtsbarkeit.
Die Ortschaft Oberwald schloss sich im Jahre 1834 mit dem Nachbarort Unterwassern zur Gemeinde Oberwald zusammen. Dies war die Folge der verheerenden Überschwemmung 1834, die die finanziellen Möglichkeiten der Gemeinde Unterwassern überstieg. Schon 1706 war Unterwassern von einer Überschwemmung heimgesucht worden. Der Ort Oberwald befindet sich nördlich des Rotten, wogegen Unterwassern südlich davon liegt.
Kirchlich unterstand die Gemeinde Oberwald bis in die erste Hälfte des 17. Jahrhunderts Münster und danach Obergesteln. Im Jahre 1719 erhielt die Gemeinde ein eigenes Rektorat. Das Taufrecht wurde 1736 und das Beerdigungsrecht 1736 erworben. Erst im Jahre 1767 trennte man sich von der Kirche in Obergesteln, eine eigenständige Kirchgemeinde wurde Oberwald aber erst 1871.
Am 25. November 2007 wurde in einer Volksabstimmung eine Fusion der bis anhin selbständigen drei Gommer Munizipalgemeinden Ulrichen, Obergesteln und Oberwald gutgeheissen. Die neue Gemeinde Obergoms besteht seit dem 1. Januar 2009.

## Bevölkerung
| Bevölkerungsentwicklung | Bevölkerungsentwicklung | Bevölkerungsentwicklung | Bevölkerungsentwicklung | Bevölkerungsentwicklung | Bevölkerungsentwicklung |
| ----------------------- | ----------------------- | ----------------------- | ----------------------- | ----------------------- | ----------------------- |
| Jahr                    | 1850                    | 1900                    | 1950                    | 2000                    | 2007                    |
| Einwohner               | 280                     | 240                     | 321                     | 260                     | 277                     |

## Winter und Wintersport in Oberwald
Obwohl Oberwald nur 1366 m hoch liegt, sind hier die Winter schneereich. So weist Oberwald im Hochwinter normalerweise die höchste Schneehöhe aller politischen Gemeinden der Schweiz auf. Es liegt fast ein halbes Jahr Schnee, wobei es pro Jahrhundert nur etwa drei Winter gibt, in welchen eine Schneehöhe von 1 m nicht erreicht wird. Somit ist Oberwald und das angrenzende Langlaufgebiet des Goms schneesicher.
Von Oberwald bis nach Niederwald werden rund 100 km Loipen gespurt. Daneben finden sowohl Schneeschuhgänger wie auch Skitourenfahrer Routen unterschiedlicher Schwierigkeitsgrade (Sidelhorn, Blashorn, Tällistock, Gross Muttenhorn). Ein Winterwanderweg und ein Schneeschuhtrail führen auf den Hausberg von Oberwald, den Hungerberg. Schlittenfahren ist vom Grimselpass auf einer 13 km langen Abfahrt nach Oberwald möglich. Für Winterwanderer bestehen 85 km Winterwanderwege.

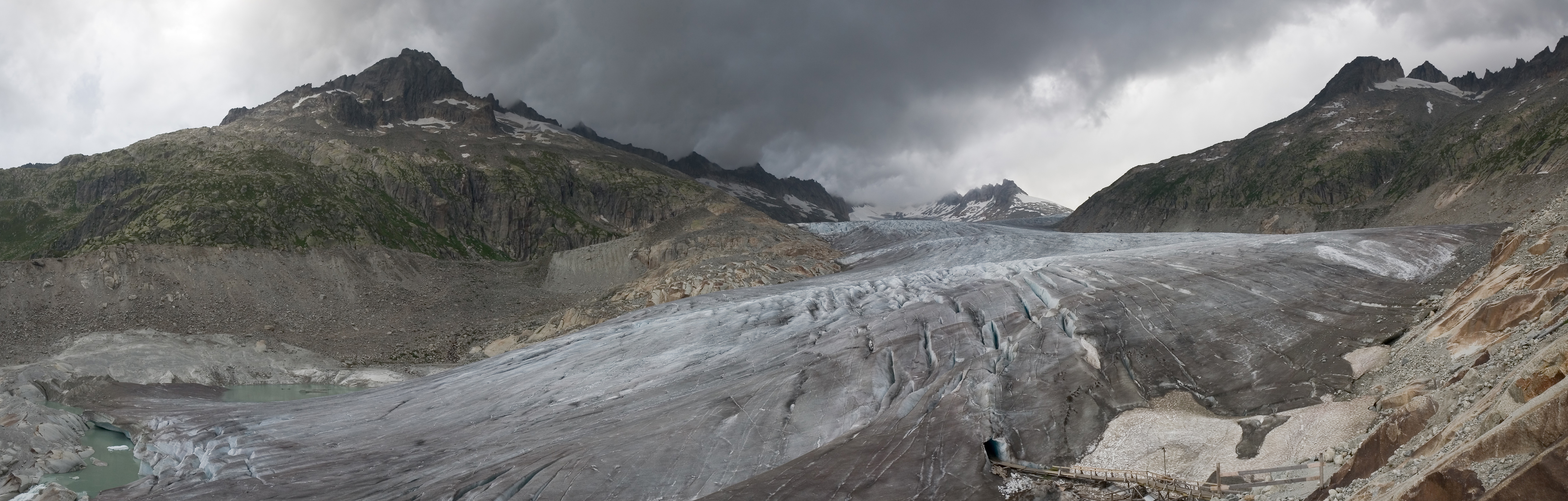
Rhonegletscher

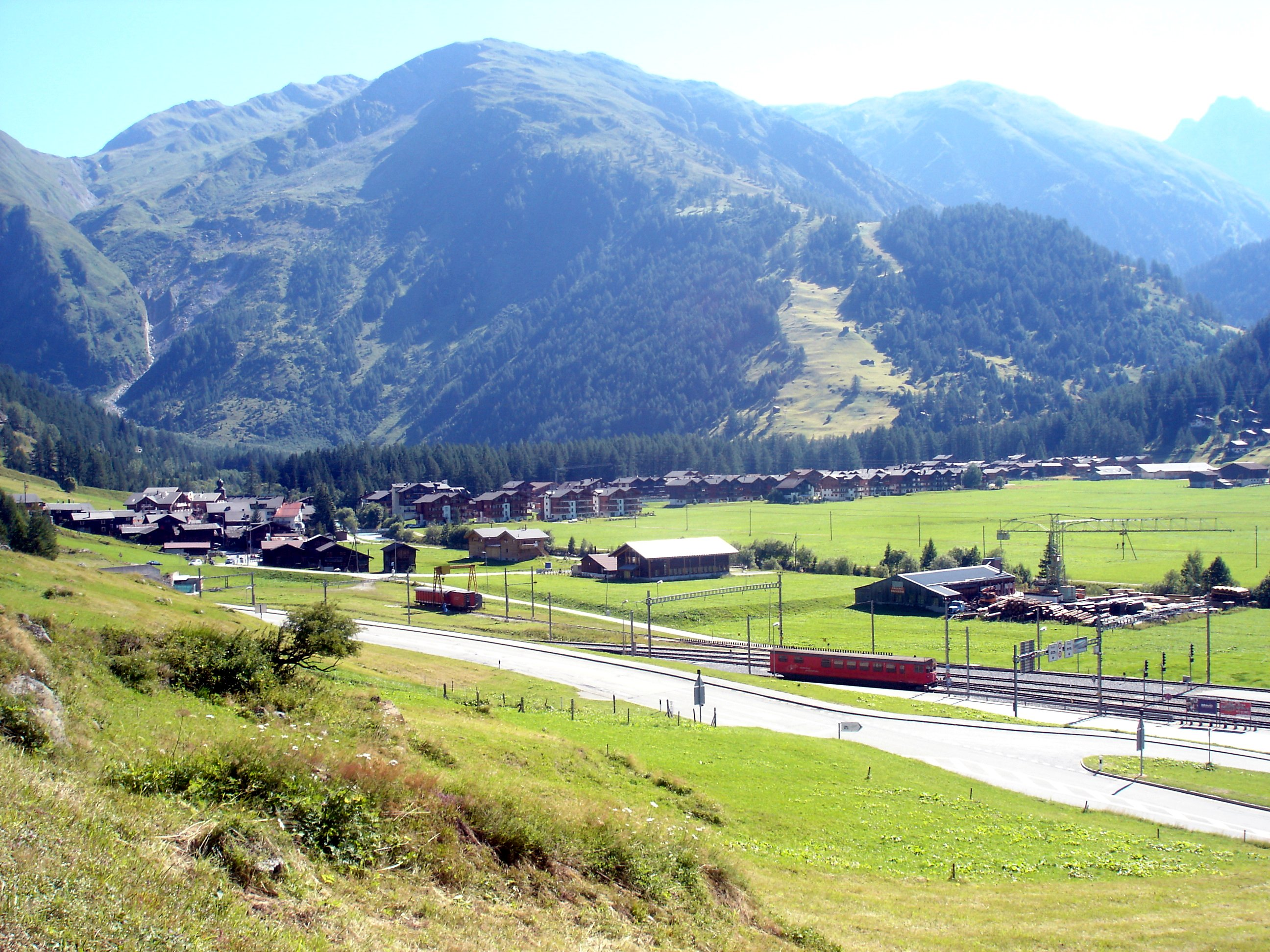
Dorfansicht vom Gommer Höhenweg aus
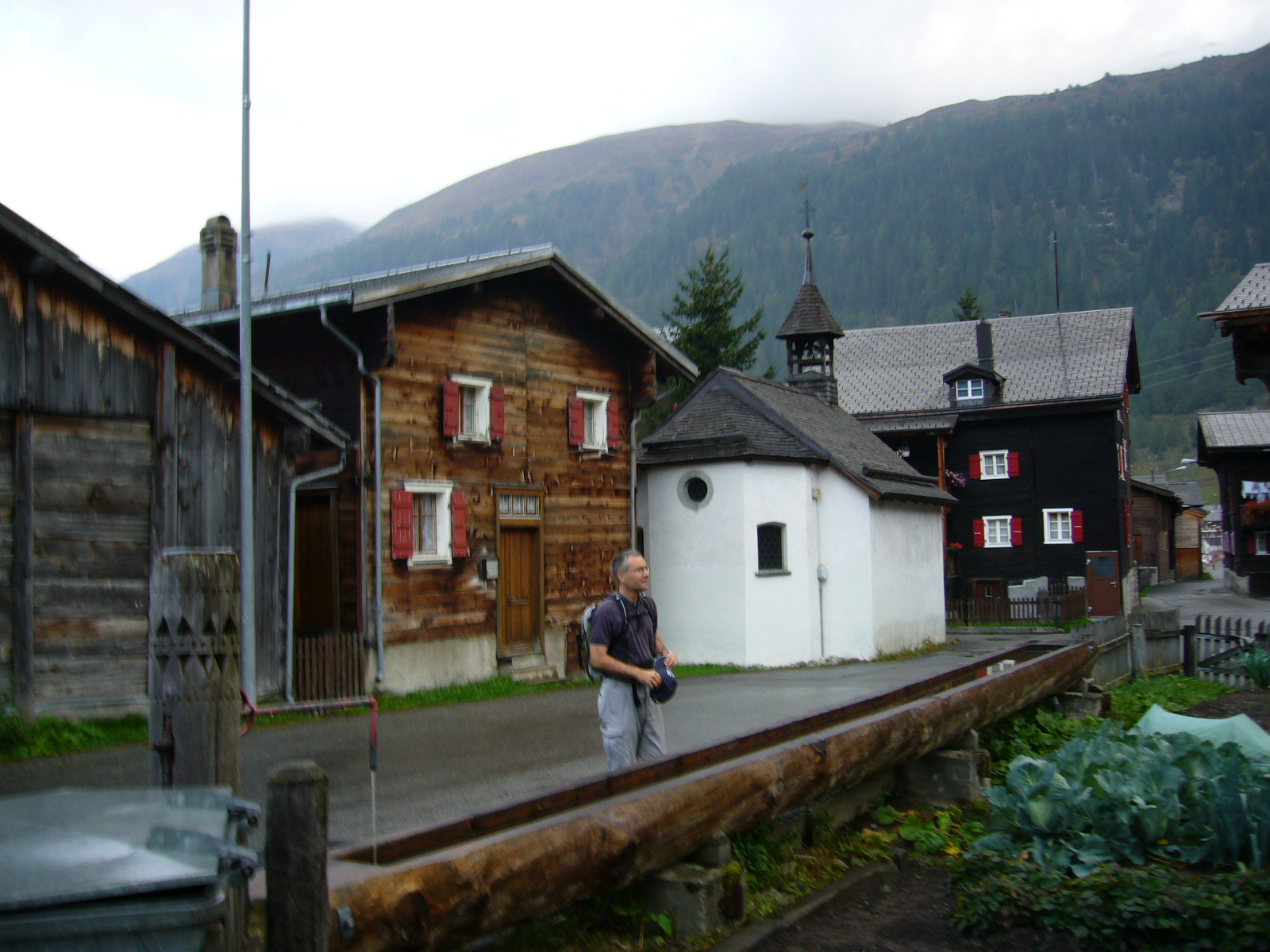
Im alten Dorfzentrum
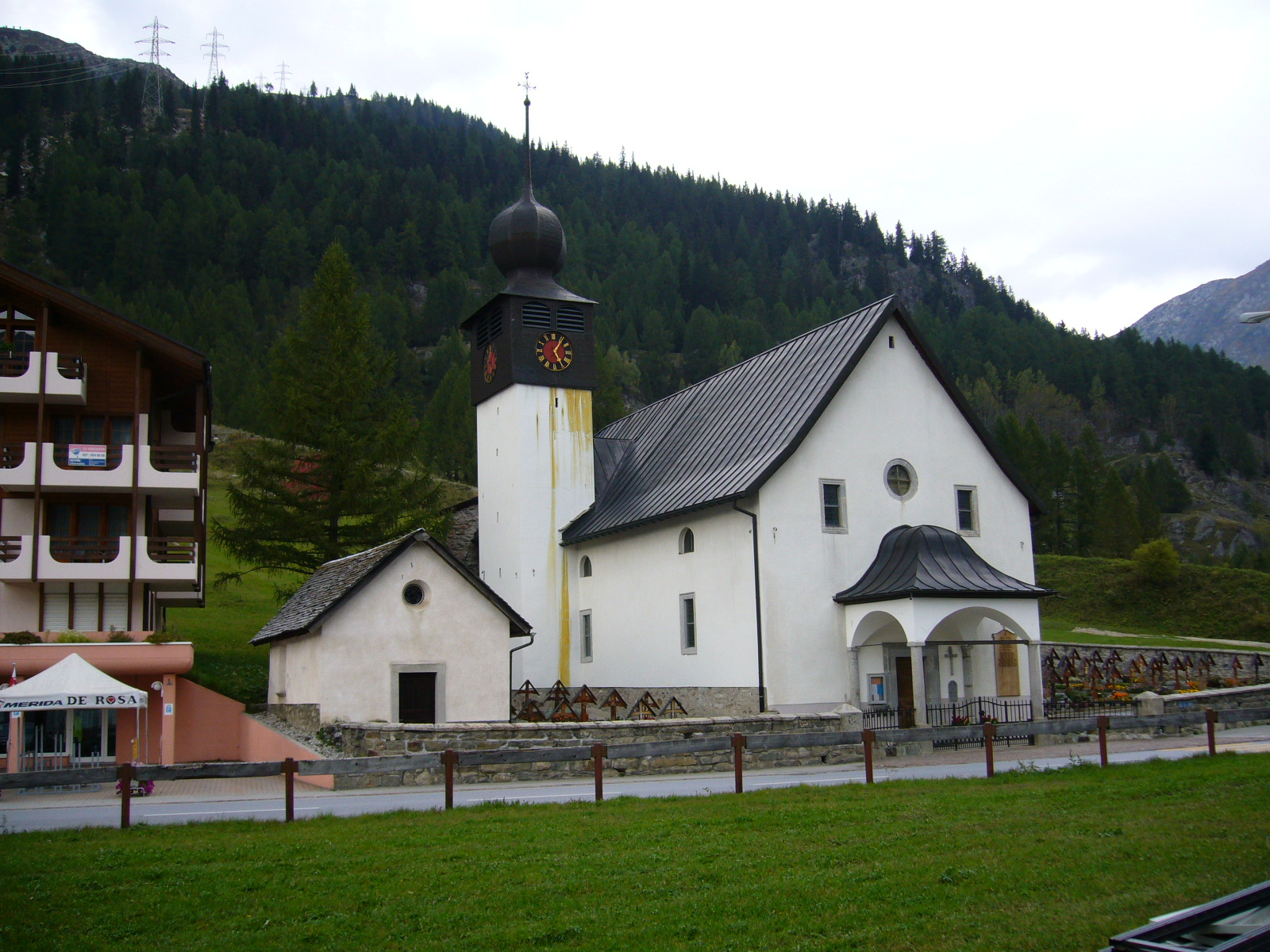
Dorfkirche
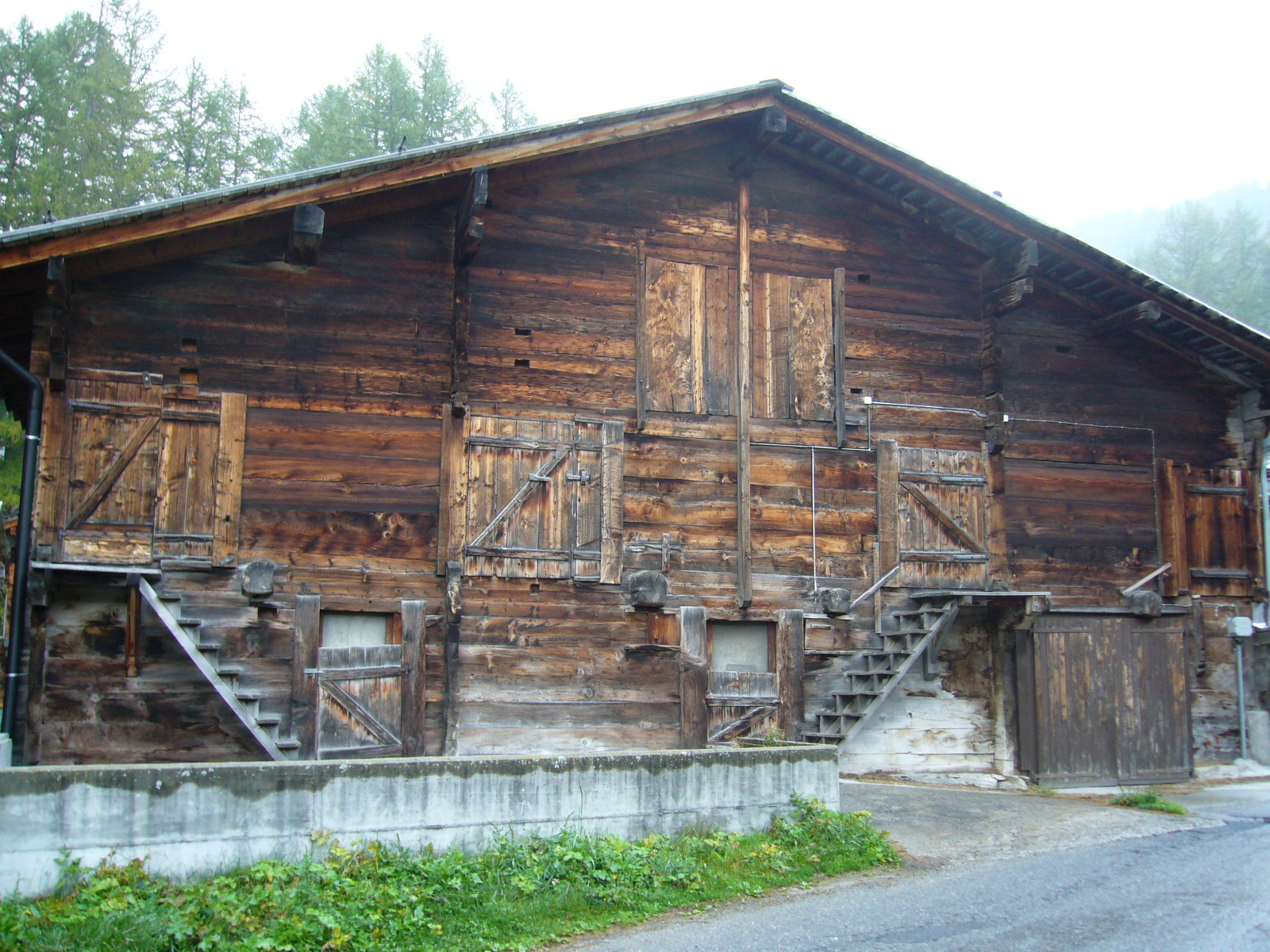
Scheune
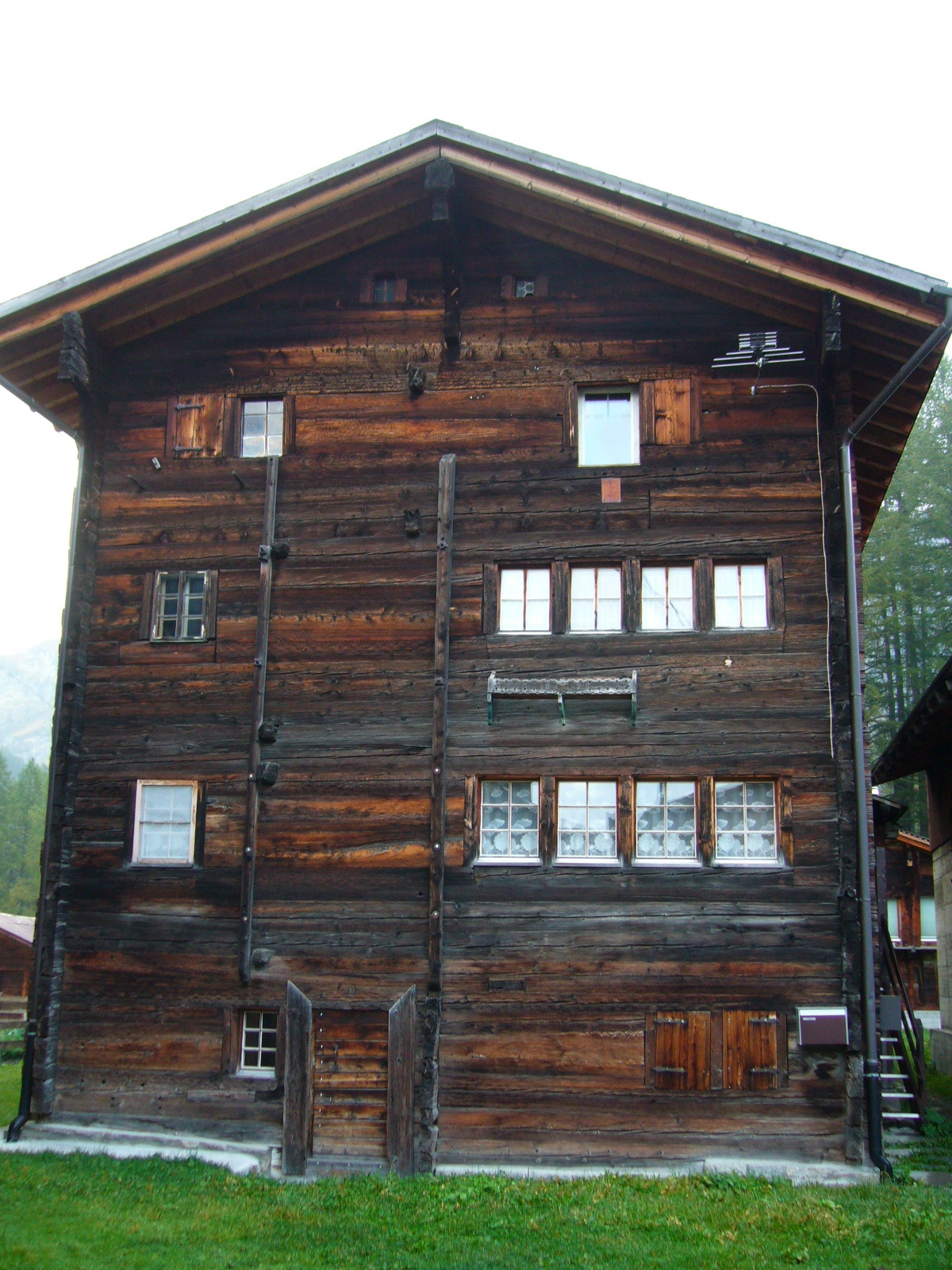
Altes Haus neben der Dorfkapelle
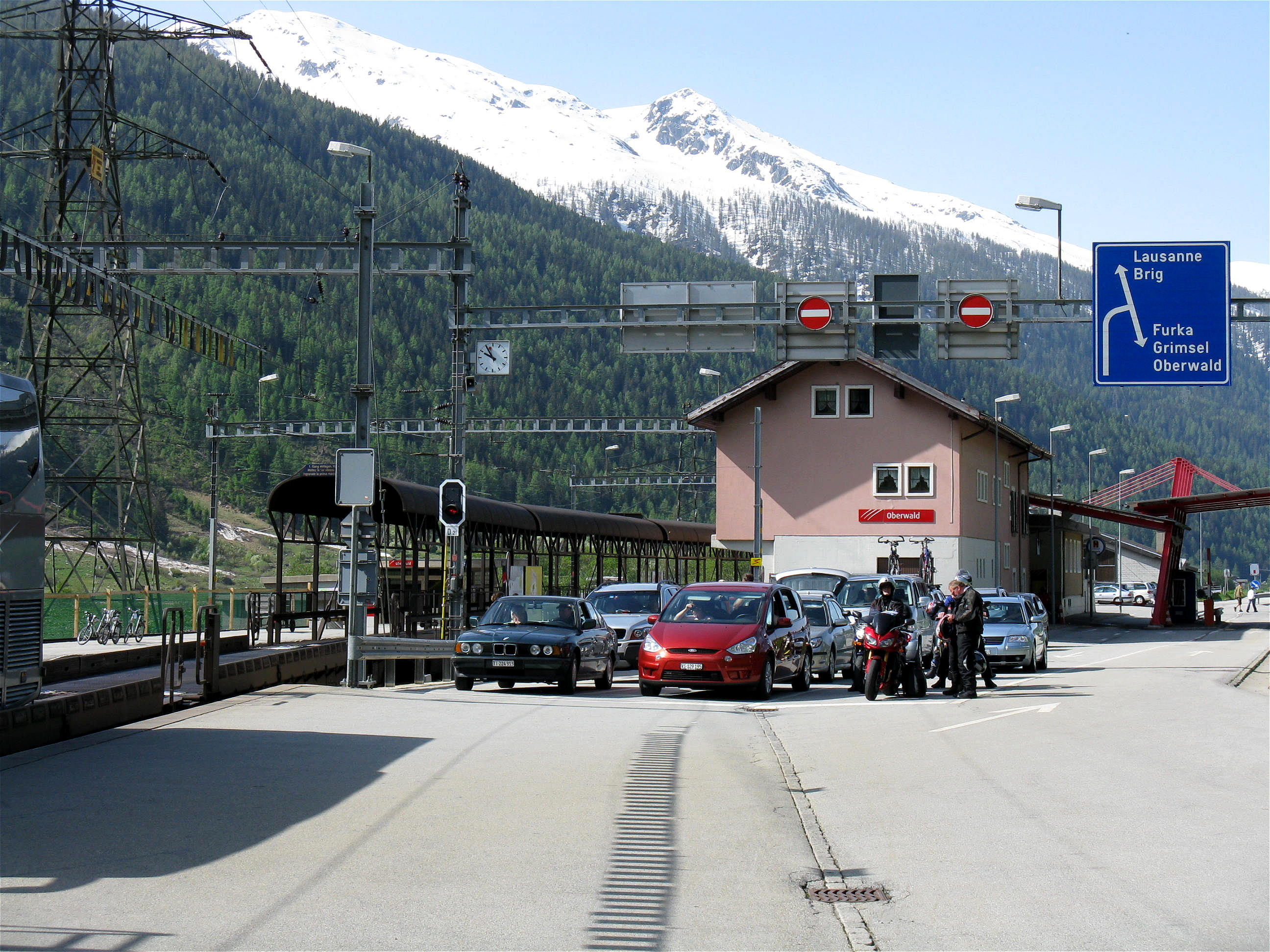
Verladebahnhof Oberwald

## Einzelnachweisungen
1. ↑  Sprachatlas der deutschen Schweiz, Band V 1b.
2. ↑  Lexikon der schweizerischen Gemeindenamen, hrsg. vom Centre de Dialectologie an der Universität Neuenburg unter der Leitung von Andres Kristol, Frauenfeld/Lausanne 2005, S. 671.
3. ↑  Kunstdenkmäler der Schweiz Band 64 Fussnote S. 166: Nach Angaben von J. Lauber im Verzeichniss des H. H. Pfrundherrn von Oberwald am 9. Juli 1719.